# Такиюддин ан-Набхани
Такиюдди́н ан-Набха́ни (также Таки ад-Ди́н ан-Набха́ни, араб. تقي الدين النبهاني‎; 1909, Иджзим, вилайет Бейрут, Османская империя (ныне территория Израиля) — 11 декабря 1977, Бейрут, Ливан) — исламский политик, основатель и главный идеолог международной панисламистской партии «Хизб ут-Тахрир аль-Ислами», руководитель (эмир) партии с момента её основания до своей кончины в 1977 году.

## Биография
Такиюддин ан-Набхани родился в 1909 году (в некоторых источниках — в 1914 году) в деревне Иджзим вилайета Бейрут, 19,5 км южнее Хайфы (ныне Израиль). Его полное имя вместе с насабами: Такиюддин ибн Ибрахим ибн Мустафа ибн Исмаил ибн Юсуф ибн Мухаммад Насруддин ан-Набхани.
Отец Набхани, Ибрахим ан-Набхани, был факихом (богословом-законоведом) и преподавателем шариата, его мать была дочерью известного кадия (шариатского судьи), поэта и суфийского факиха Юсефа ибн Исмаила Набхани.
В детстве Такиюддина Набхани обучали исламу его отец и дед. К 13 годам Набхани знал Коран наизусть. Также учился в школе в своей деревне, а затем в средней школе для мальчиков при мечети Джеззар Паша в Акко. Юный Набхани интересовался также политическими вопросами, и его дед, Юсуф ан-Набхани, оказал на него значительное влияние в данном отношении благодаря своей осведомлённости в вопросах современной политики ввиду своих тесных связей в политическом эшелоне Османской империи. Юный Набхани также посещал судебные заседания и дебаты, которые проводил его дед, где проявил свой незаурядный интеллект и способности.
С 1928 года Набхани по настоянию деда продолжил обучение в средней школе при Университете аль-Азхар в Каире (Королевство Египет), а затем и в самом университете. Учился также в институте «Даруль-Улюм» при университете и окончил его в 1932 году. Во время учёбы посещал научные кружки выдающихся учёных Университета аль-Азхар, включая Мухаммада аль-Хидра Хусейна. По завершении учёбы получил диплом по арабскому языку и литературе от института «Дар аль-Улум» и степень Высшего судебного совета шариатского правосудия при Университете аль-Азхар.
По некоторым версиям во время учёбы в Египте Набхани стал активистом движения «Братья-мусульмане». Связь Набхани с движением «Братья-мусульмане» и его деятельность в рядах движения до учреждения собственного движения упоминается американским профессором истории Дэвидом Комминсом и рядом других исследователей, но при этом не отмечается в источниках, связанных с движением «Хизб ут-Тахрир аль-Ислами», и отрицалась некоторыми иорданскими источниками. По другому мнению, Набхани поддерживал контакты с лидерами «Братьев-мусульман» в середине 40-х годов и ознакомился с их идеями, однако отказался присоединиться к их движению, при этом разделяя некоторые позиции с идеологом «Братьев-мусульман» Сейидом Кутбом.
После учёбы Набхани вернулся в Палестину и работал преподавателем исламских предметов в общеобразовательных средних школах в Хайфе и в исламской школе в городе. Среди его учеников в тот период Ихсан Аббас, в дальнейшем выдающийся арабист и исламовед. По описанию профессора Дэвида Комминса Набхани стал на тот момент одним из лидеров хайфского филиала движения «Братья-мусульмане». Затем работал в средней школе в Хевроне, где подал прошение в шариатские суды с просьбой о переходе на работу в сфере правосудия.

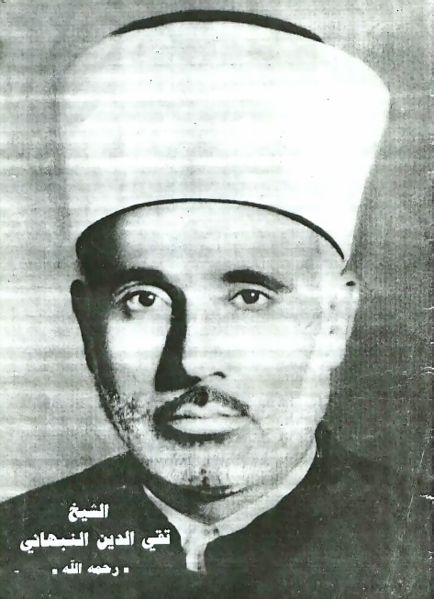
Набхани в период судейской карьеры, стандартное изображение Набхани в материалах «Хизб ут-Тахрир аль-Ислами»

По одной версии в 1938 году Набхани устроился клерком при шариатском суде в Хайфе, в 1940 году он был назначен властями британского мандата помощником судьи, а в 1945 году — на пост кадия (шариатского судьи) шариатского суда в Рамалле. По другой версии с 1938 года работал клерком в шариатских судах Бисана, а затем Яффы или Тверии, затем стал старшим клерком и помощником судьи (араб. مشاور‎) в шариатском суде Хайфы, а с декабря 1945 по 1948 год был кадием (шариатским судьёй) шариатского суда в Рамле.
Начал заниматься общественной деятельностью в 1941 году, став вице-председателем «Джамийят аль-Итисам» (араб. جمعية الاعتصام‎) — исламского общества, основанного Мухаммадом Нимром аль-Хатибом в Хайфе и занимавшегося культурными и социальными вопросами. С 1945 по 1948 год Набхани был в близкой связи с муфтием Иерусалима Амином аль-Хусейни, и вероятно находился под влиянием резких антисемитских взглядов последнего.
В 1948 году в связи с Арабо-израильской войной бежал в Сирию, однако вскоре вернулся в Палестину по приглашению своего знакомого, Анвара Хатиба, предложившего Набхани назначение на пост кадия в оккупированной Иорданией части Иерусалима. Затем был продвинут и на должность судьи Шариатского апелляционного суда в Иерусалиме.
В период проживания в Иерусалиме Набхани сблизился с группой интеллектуалов, арабских националистов, идейно близких к сирийской социалистической панарабистской партии «Баас», многие из которых были бывшими соратниками Амина аль-Хусейни, и почерпнул у них часть их идей о государственной политике и институтах. Члены группы, рассматривавшие иорданского короля Абдаллу I как препятствие на пути к освобождению Палестины, сблизились с иорданским военным комендантом Иерусалима Абдаллой Таллем, планировавшим переворот против короля, и под его покровительством способствовали распространению идей смещения власти короля, при это сам Набхани, считавшийся одним из приближённых Талля, по поручению Талля ездил в мае 1949 года в Дамаск для согласования планов Талля с Хусни Заимом, уже совершившим подобный переворот в Сирии. Набхани также проводил проповеди в иерусалимских мечетях, озвучивая нападки на режимы арабских государств как на «агентов империализма»; информация об этом дошла до короля Иордании и вызвала его гнев.
В 1950 году Набхани опубликовал свой первый труд «Спасение Палестины» (араб. إنقاذ فلسطين‎), в котором предложил анализ событий 19-го и 20-го веков, приведших к основанию еврейского государства в Палестине, и решение сложившейся ситуации с целью освобождения Палестины: Набхани выступил с критикой западного империализма и арабского национализма, видя в последнем привнесённый извне инструмент для раскола мусульман, препятствующий усилиям по освобождению Палестины, и призвал к созданию нового панарабского государственного образования. В этом труде в отличие от своих дальнейших работ Набхани всё ещё не фокусировался на идее создания исламского государства. В 1950 году Набхани также направил членам саммита Лиги арабских государств письмо с изложением своей позиции, опубликованное под названием «Миссия арабов» (араб. رسالية العرب‎), и отсутствие реакции на его письмо побудило его задуматься об учреждении собственной партии для продвижения своего видения.
В 1950 году Набхани подал в отставку с судейской должности с целью представить свою кандидатуру в качестве независимого депутата в Палату представителей Иордании в апреле 1950 года, не достигнув однако успеха на этих и следующих выборах в августе 1951 года. С 1951 по 1953 год Набхани время от времени преподавал исламскую культуру ученикам средней школы при Исламском научном колледже в столице Иордании, Аммане, а в 1952 году также преподавал в иерусалимской школе «Аль-Ибрахимия». При этом в этот период Набхани налаживал активные контакты со многими видными лицами, исламскими учёными и судьями и продвигал в общении с ними идею основания новой исламской партии.
В начале 1952 года, в связи с идеологическими разногласиями с движением «Братья-мусульмане» и вследствие принятия новой иорданской конституции, позволившей регистрацию политических партий, Набхани и трое его единомышленников из иерусалимского филиала движения «Братья-мусульмане» — Асад и Раджаб Тамими и Абдулькадим Заллум — покинули движение с целью учредить собственную политическую силу. Они проводили встречи, в основном в Иерусалиме и Хевроне, заявляя о себе как о религиозном обществе, действующем в целях укрепления братства между мусульманами, чтоб увеличить свои шансы на признание своего политического проекта властями.
17 ноября 1952 года Набхани и его соратники — Дауд Хамдан, Мунир Шукайр, Адиль аль-Наблуси и Ганим Абду — обратились в Министерство внутренних дел Иордании с просьбой о регистрации новой политической партии «Хизб ут-Тахрир аль-Ислами» («Партия исламского освобождения»), основную доктрину которой составляет возрождение исламской уммы, очищения её от наследия колониализма и восстановления исламского образа жизни путём её объединения в единое исламское государство (Халифат), возведённое на обломках существующих режимов и занимающееся насаждением и распространением ислама на глобальной основе. В регистрации партии было отказано на основании несоответствия партийной программы иорданской конституции, и в январе 1953 года Набхани с соратниками предприняли повторную попытку регистрации партии при поддержке иерусалимского губернатора, обратившегося к министру внутренних дел с просьбой поспособствовать в разрешении вопроса, однако им было отказано и на этот раз. Лидеры партии планировали опротестовать отказ в судебном порядке, однако, узнав, что движению «Братья-мусульмане» удалось обойти необходимость регистрации партии в Иордании, учредив для своей деятельности юридическое лицо в организационно-правовой форме «ассоциации» (араб. جمعية‎), основали в марте 1953 года «ассоциацию», отозвав просьбу о регистрации партии как якобы поданную по ошибке. В ответ иорданские власти арестовали Набхани и его соратников 25 марта 1953 года, особо отмечая при этом, что этот шаг был предпринят не в связи с намерением общества вести деятельность по распространению ислама, а ввиду нарушения законодательства о предписанном порядке учреждения партии, так как учреждённая «ассоциация» никаким образом не отличалась по своим целям и платформе от ранее заявленных целей партии.
В июне 1953 года, после выхода из-под заключения, Набхани и его соратники повторно попытались добиться отмены запрета на деятельность своей партии, обратившись к премьер-министру Иордании, а также предприняв неудачную попытку предложить членам филиала «Братьев-мусульман» в Наблусе слияние с целью обеспечить движению Набхани законный статус. Однако в отличие от «Братьев-мусульман», которым, несмотря на свои политические чаяния, удалось продемонстрировать властям свою первоочерёдную нацеленность на решение социальных, а не политических вопросов, а также убедить власти в соответствии своих чаяний интересам режима, движение Набхани не проявило готовности идти на компромисс с властями, что обозначило его неминуемое столкновение с властями.
В 1953 году Набхани опубликовал свой труд «Система ислама» (араб. نظام الإسلام‎) с описанием своего анализа и доводов относительно идеологической базы нового движения. Набхани стал идеологом нового движения, «муджтахидом», чьи фетвы (постановления) стали руководством для членов движения.
После отказа в регистрации партии «Хизб ут-Тахрир аль-Ислами» в 1953 году иорданские власти закрыли её штаб в Иерусалиме, и партия под руководством Набхани прибегла к подпольной деятельности, создав тайные ячейки в Иерусалиме, Хевроне и Наблусе, а также в лагерях палестинских беженцев вокруг Иерихона. Идеи партии продвигались также в студенческой среде, в частности в Дженине и Тулькарме.
Хоть движение так и не получило в Иордании статус партии, оно вело деятельность в Иордании до Шестидневной войны 1967 года, распространяя исламистскую идеологию Набхани посредством организации тайных учебных групп и раздачи листовок. Движение также выдвинуло независимых кандидатов на выборах в Палату представителей Иордании в 1954 и 1956 годах, получив каждый раз одно место в палате. Сам же Набхани выл вынужден покинуть Иорданию в ноябре 1953 года под давлением властей и отправиться в Сирию. В Сирии организации Набхани также не удалось получить официального разрешения на осуществление своей политической деятельности, и ей вновь пришлось вести подпольную деятельность.
Набхани оставался в Сирии до 1959 года, после чего переехал в Ливан, чтобы организовать филиал движения и там. В 1959 году партии удалось получить разрешение на осуществление политической деятельности в Ливане, что позволило ей вести официальную деятельность в стране, в частности в Триполи и в лагерях палестинских беженцев в Бейруте и Сайде.
Набхани так и не получил в дальнейшем разрешения вернуться в Иорданию и продолжил вести активную деятельность на территории Ливана, Сирии и Ирака.
Издал большое количество книг, брошюр и статей на идеологические, политические и богословские темы. Хотя в период руководства Набхани партии «Хизб ут-Тахрир аль-Ислами» так и не удалось привлечь большого числа последователей в арабских странах, где она создала свои ячейки, работы Набхани стали важной частью современной исламистской литературы.
Набхани выстроил иерархическую децентрализованную структуру своей партии, заимствуя свою методологию непосредственно из марксизма-ленинизма и опираясь на его организационные принципы, сочетая исламистскую идеологию с ленинской стратегией и тактикой. Его партия была выстроена как тоталитарная организация, не терпящая внутреннего инакомыслия.
Как и у других исламистских движений, у партии Набхани было мало шансов на процветание в середине 20-го века, когда светский панарабский национализм охватил арабский мир. Однако в то время как его менее догматичным идеологическим конкурентам, «Братьям-мусульманам», удалось оставаться значимой политической силой в арабском мире, догматизм Набхани и его строгие требования идеологической чистоты от своих соратников, доходившие до изгнания из партии членов, отклоняющихся от линии его мышления, подтолкнули партию в период руководства Набхани на путь превращения в секту с весьма ограниченной базой народной поддержки.
В последние годы жизни Набхани Набхани отстранился от общественной жизни, опасаясь покушения на свою жизнь. На закате лет отправился в Ирак, где был арестован. Его освободили из-под стражи по состоянию здоровья и отправили в Ливан, где он и скончался 11 декабря 1977 года (в первый день месяца Мухаррам 1398 года по хиджре). Был похоронен на кладбище аль-Аузаи в Бейруте. Преемником Набхани на посту руководителя «Хизб ут-Тахрир аль-Ислами» стал Абдулькадим Заллум.
Набхани был женат на Ламии Маяси, у них было четверо детей: сыновья Ибрахим, Тадж ад-Дин и Усама и дочь Хутаф.

## Идеологические воззрения
Тремя центральными темами учения Набхани стали попытка убедить стремящихся к вестернизации мусульман в предпочтительности ислама, как основы современного политического, экономического и социального порядка, над идеологией капитализма и социализма (рассматривавая западную цивилизацию и ислам как дихотомические сущности с взаимоисключающими идеологическими основами, обе из которых конкурировали за доминирование над мусульманскими обществами), анализ мусульманской истории с целью выявления причин политической слабости современного исламского мира и описание мер, которые мусульмане должны по мнению Набхани предпринять для восстановления ислама посредством исламского государства.
В своих трудах Набхани подробно изложил свои аргументы в пользу необходимости создания «универсального» исламского государства, характера такого государства и средств достижения данной цели. Выражая многие из тех же опасений, которые высказывали и другие современники из числа сторонников идеи исламского возрождения, Набхани выделялся своим акцентом на революционной роли партии, которая возродит истинное исламское сознание среди масс, встанет в их авангард, направив массы к свержению существующих режимов, и защитит идеологическую чистоту исламского государства. В видении Набхани именно партия преобразит общественный образ мышления, породит интеллектуальную революцию, вытесняя ошибочные убеждения, укоренившиеся в исламском сообществе из-за состояния упадка и колониальных воздействий, своей собственной идеологией — идеологией первозданного ислама, очищенного от всех искажений, и создавая обширную платформу общественной поддержки; при этом революция в мышлении и создание общественной платформы, поддерживающей идею Халифата, станет подпоркой политической революции, направленной на установление исламского государства путём переворота.
В представлении Набхани исламская революция, над осуществлением которой работала его организация, должна была свершиться в течение 13 лет с начала деятельности партии, аналогично периоду, потребовавшемуся пророку Мухаммеду для основания первого исламского государства, но затем он продлил этот срок до 30 лет, заявив, что современные условия не позволяют уложиться в заданные рамки.
Набхани изложил подробную модель конституции исламского государства, детально представленную, помимо прочего, в его работе «Система правления в исламе» (араб. نظام الحكم في الإسلام‎), и посвятил отдельные работы своему видению исламской экономики и общества. При этом в духе патриотизма и национального самовыражения Набхани видел одну из форм клановости, противоречащую идеалам ислама и представляющую собой по его мнению одно из главных препятствий на пути создания Халифата как формы реализации истинного исламского закона, объединяющего сообщество мусульман. Набхани и в целом резко возражал против любых форм светской идеологии, в том числе против демократии.
Во многом идеи Набхана были идентичны идеям движения «Братья-мусульмане». В частности, Набхани и идеологи «Братьев-мусульман» разделяли видение и анализ истории, приведшей к упадку мусульман, и руководствовались необходимостью исламского возрождения. Расходились они в определении пути возрождения. «Братья-мусульмане» стремились создать исламский порядок в соответствии с шариатом — начиная с низов общества, путём постепенного преобразования общества через воспитание, образование и социальную работу — и не призывали к немедленному созданию исламского государства, полагая, что из исламского порядка постепенно возникнет и исламское государство. Они также в принципе выступали против политических партий, видя в них механизм раскола и ослабления мусульманских обществ, и были готовы к созданию политических союзов и к политическим компромиссам. Для Набхани же не могло быть исламского порядка без исламского государства, которое бы этот порядок поддерживало, поэтому в видении Набхани восстановление исламского государства было абсолютным императивом для мусульман. Набхани определил конкретную цель для мусульман, а также предоставил схему ее достижения, начиная с небольшой группы преданных своему делу людей и заканчивая успешным обращением мусульманских масс в их видение с целью осуществления исламской революции. Поскольку данная задача была политической, инструмент для достижения задаче в понимании Набхани тоже должен был быть политическим, что и вызывало необходимость сформировать исламистскую политическую партию. При этом преднамеренный отказ «Братьев-мусульман» от заявления конечной цели процесса исламского возрождения давал им бо́льшую тактическую гибкость, в то время как однозначные и догматичные воззрения Набхани, обозначившие политический курс «Хизб ут-Тахрир аль-Ислами», вызывали противодействие со стороны властей и ослабляли его партию в конкуренции за народную поддержку.
Учение Набхани также отвергало суфизм, который проповедовал его дед, а также критиковало исламский модернизм таких исламистских и панарабских мыслителей как Джамалуддин аль-Афгани, Мухаммад Абдо, Абд ар-Рахман аль-Кавакиби и Рашид Рида.

## Письменные труды
До учреждения «Хизб ут-Тахрир аль-Ислами»:
1. «Спасение Палестины» (араб. إنقاذ فلسطين‎) (1950)[20][45];
2. «Миссия арабов» (араб. رسالية العرب‎) (1950)[21].

После учреждения «Хизб ут-Тахрир аль-Ислами», помимо прочего:
1. «Социальная система ислама» (араб. النظام الاجتماعي في الإسلام‎) (1952)[6]. Брошюра включена в Федеральный список экстремистских материалов РФ под номером 3018 решением Советского районного суда города Казани от 10.09.2010;
2. «Экономическая система ислама» (араб. النظام الاقتصادي في الإسلام‎) (1952)[6]. Книга включена в Федеральный список экстремистских материалов РФ под номером 423 решением Демского районного суда города Уфы Республики Башкортостан от 10.07.2009[46];
3. «Система ислама» (араб. نظام الإسلام‎) (1953)[39]. Книга включена в Федеральный список экстремистских материалов РФ под номером 34 решением Туймазинского районного суда Республики Башкортостан от 05.09.2007[47] и под номером 3822 решением Киевского районного суда города Симферополя Республики Крым от 09.02.2016;
4. «Партийное сплочение» (араб. التكتل الحزبي‎) (1953)[48];
5. «Исламская личность» (араб. الشخصية الإسلامية‎) в трёх томах (1953)[49]. Первая часть книги включена в Федеральный список экстремистских материалов РФ под номером 744 решением Московского районного суда города Казани от 17.09.2010[46];
6. «Система правления в исламе» (араб. نظام الحكم في الإسلام‎) (1953)[50];
7. «Концепция Хизб-ут-Тахрир» (араб. مفاهيم حزب التحرير‎) (1953)[28]. Книга включена в Федеральный список экстремистских материалов РФ под номером 743 решением Московского районного суда города Казани от 17.09.2010[46];
8. «Исламское государство» (араб. الدولة الإسلامية‎) (1953). Книга включена в Федеральный список экстремистских материалов РФ под номером 35 решением Туймазинского районного суда Республики Башкортостан от 05.09.2007[47] и под номером 3819 решением Киевского районного суда города Симферополя Республики Крым от 09.02.2016;
9. «Точка отправления» (араб. نقطــة الانطلاق‎) (1954);
10. «Вхождение в общество» (араб. دخول المجتمع‎) (1958)[51];
11. «Конституция» (араб. الدستور‎);
12. «Введение в Конституцию» (араб. مقدمة الدستور‎);
13. «Пламенное воззвание» (араб. نداء حار‎) (1965);
14. «Политическая концепция Хизб-ут-Тахрир» (араб. مفاهيم سياسية حزب التحرير‎) (1969). Книга включена в Федеральный список экстремистских материалов РФ под номером 37 решением Туймазинского районного суда Республики Башкортостан от 05.09.2007[47];
15. «Политические воззрения» (араб. نظرات سياسية‎);
16. «Халифат» (араб. الخلافة‎);
17. «Мышление» (араб. التفكير‎) (1973)[48];
18. «Быстрая сообразительность» (араб. سرعة البديهة‎) (1973)[6];
19. «Вооружение Египта» (араб. تسلح مصر‎);
20. «Двухсторонние сирийские, йеменские и египетские договора» (араб. الاتفاقيات الثنائية المصرية السورية واليمنية‎);
21. «Решение палестинской проблемы по англо-американскому сценарию» (араб. حل قضية فلسطين على الطريقة الأميركية والإنكليزية‎);
22. «Теория политического вакуума проекта Эйзенхауэра» (араб. نظرية الفراغ السياسي حول مشروع أيزنهاور‎).

После введения запрета на публикацию его трудов Набхани опубликовал несколько книг под именем членов своей организации, в том числе:
1. «Законы намаза» (араб. احكام الصلاة‎) (1958);
2. «Как был разрушен Халифат» (араб. كيف هُدمت الخلافة‎) (1962);
3. «Оптимальная экономическая политика» (араб. السياسة الاقتصادية المثلى‎) (1963);
4. «Опровержение марксистского социализма» (араб. نقض الاشتراكية الماركسية‎) (1963);
5. «Законы доказывания» (араб. احكام البينات‎) (1965);
6. «Система наказаний» (араб. نظام العقوبات‎) (1965);
7. «Исламская мысль» (араб. الفكر الإسلامي‎) (1958).

В Федеральном списке экстремистских материалов РФ числятся также следующие материалы с обозначением авторства Набхани (при этом на деле приписывание публикаций Набхани вызывает сомнения):
1. «Основы исламской Нафсийи». Брошюра включена в Федеральный список экстремистских материалов РФ под номером 3018 решением Советского районного суда города Казани от 10.09.2010;
2. «Демократия — система безверия». Книга включена в Федеральный список экстремистских материалов РФ под номером 36 решением Туймазинского районного суда Республики Башкортостан от 05.09.2007[47];
3. «Путь к вере». Брошюра включена в Федеральный список экстремистских материалов РФ под номером 2839 решением Тетюшского районного суда Республики Татарстан от 07.04.2015;
4. «И не будьте малодушными, и не горюйте, и ваш будет верх, если верующие вы». Листовки включены в Федеральный список экстремистских материалов РФ под номером 3018 решением Советского районного суда города Казани от 10.09.2010.